# Крудо (роман)
Крудо (англ. Crudo) — роман Олівії Ленґ 2018 року. Ця книжка, перший роман Ленґ, містить автобіографічні елементи та подробиці з життя американської письменниці Кеті Екер. Роман добре сприйняли, він отримав Меморіальну премію Джеймса Тейта Блека.

## Композиція та написання
Спочатку Ленґ не збиралася публікувати цю книжку, кажучи, що «пише її для себе». Вона називала цю книжку «експериментом» і для того, щоб «[...] зламати шаблон щодо того, яку книжку від неї могли б очікувати» під час написання книжки дотримувалася двох правил: вона повинна була писати щодня і не могла «[...] редагувати або змінювати матеріал». Вона писала книжку «в нестямі» упродовж шести тижнів. Також включила новинні події, здебільшого взяті з її стрічки Twitter, так, як вони виникали протягом днів, коли вона писала.
Натхнення для книжки Ленґ прийшло під час відпустки в італійському регіоні Валь д'Орча . Під час поїздки Ленґ прочитала біографію Кеті Екер авторства Кріс Краус і її зацікавили свідомий плагіат і те, як Екер привласнювала твори інших авторів, як-от Чарльза Діккенса і Мігеля де Сервантеса. Ленґ раніше читала деякі роботи Екер. Ленґ назвала головну героїню роману «[...] гібридним франкенштейнівським поєднанням мене та Екер. Книжка містить посилання на твори Екер, як-от «Кров і кишки в середній школі».

## Прийняття

### Критичне прийняття
Саллі Руні написала в The Guardian: «Я не думаю, що коли-небудь забуду той день, який я провела за читанням роману "Крудо"». Вона описала його як «гарний, дивний, розумний роман». Двайт Ґарнер у рецензії, написаній для The New York Times, назвав роман «менш переконливим», ніж публіцистична робота Ленґ. Ґарнер зазначив, що «Крудо» — перший роман Ленґ, і, здавалося, вона «[…] все ще прокладає шлях» до художньої літератури. У рецензії для The New Yorker Александра Шварц оцінила книгу як «кумедний, палкий» роман.
Діляра О’Ніл, яка писала для The Nation, негативно порівняла роман «Крудо»  з романом Бена Лернера «10:04».

### Нагороди
За цей роман Ленґ отримала Меморіальну премію Джеймса Тейта Блека. Суддя премії Алекс Лоурі високо оцінив роман «Крудо», сказавши, що це «[...] сміливий і чутливий до подій політичний роман, який динамічно, чарівно та дотепно передає справжній фрагмент сучасної історії.
Замість того, щоб залишити собі нагороду в розмірі 10 000 фунтів стерлінгів, вона вирішила розділити її з авторами, які увійшли до короткого списку премії. Ленґ сказала, що вибір єдиного переможця мистецької премії може бути «роз’їдливою... частиною капіталістичної моделі, якій немає місця в мистецтві». Вона також повторила твердження, зроблене в романі, що «[...] конкуренції не місце в мистецтві». Автори, з якими Ленґ розділила премію: Вілл Івз, Джессі Ґрінґрасс і Нафісса Томпсон-Спайрс.
Роман «Крудо» було обрано одним із найкращих романів 2018 року в списках The New York Times і New Yorker.

## Переклад українською
2024 року у видавництві «Грушка» вийшов український переклад роману. Перекладачка — 	Ірина Гоял.